# Ишерский, Владимир Иванович
Владимир Иванович Ишерский (1872 или 1874—1937 или 1942) — врач, депутат Государственной думы Российской империи I созыва от Акмолинской области.

## Биография
Родился в городе Вятке в семье преподавателя духовной семинарии Ивана Владимировича Ишерского. После окончания в 1893 году Симбирской мужской классической гимназии поступил на медицинский факультет Казанского университета, который окончил в 1898 году. Работал врачом в Казани, Петербурге, Оренбурге, Уфе, Омске. В 1899 году принял участие в работе Пироговского съезда врачей, где был избран членом комитета по исследованиям социально-экономических причин голода в России. Функции комитета включали организацию медицинских и продовольственных отрядов, устройство специальных пунктов по сосредоточению запасов продовольствия в районах, наиболее подверженных голоду, их статистическое обследование и пр. В том же году во время службы в Казанском земстве руководил работой медицинско-продовольственного отряда по борьбе с голодом в Тетюшском уезде.
В 1900 году приехал в город Омск, в котором стал одним из организаторов больницы на железнодорожной станции, где впоследствии несколько лет проработал врачом. В Омске встретился со ссыльными марксистами, участвовал в политической деятельности местной социал-демократии, хотя организационно с РСДРП связан не был.
В 1902 году сдал экзамен на степень доктора медицины при Военно-медицинской академии в Петербурге и готовил к печати свою диссертацию по гигиене на тему «Исследования водоемов Западной Сибири в пределах Западно-Сибирской железной дороги». Однако защитить диссертацию он не смог, потому что 6 января 1906 года за участие в забастовке рабочих-железнодорожников в октябре 1905 года он был арестован карательной экспедицией Меллер-Закомельского и в следующем году выслан в город Ялуторовск Тобольской губернии за «антиправительственную деятельность».
16 июня 1906 года был избран членом первой Государственной думы от оседлого населения Акмолинской области, что заставило царскую власть вернуть его из ссылки. В Думе вошёл в социал-демократическую фракцию. В период работы в Государственной думе подписал шесть запросов, касающихся судьбы политических заключённых. Был одним из подписавших воззвание «Народу от народных представителей» против роспуска Думы 10 июля 1906 года в городе Выборге, за что был привлечён к суду.
Был выслан из Степного края, смог получить место временного эпидемического врача уфимского земства, но по распоряжению губернатора уже в ноябре был отстранён от этих обязанностей.
В Уфе занялся частной медицинской практикой. С 1916 года находился в действующей армии. Вернулся в Омск в конце 1917 года, служил в Сводном лазарете, участвовал в общественной жизни города (был членом Общества художников и любителей изящных искусств Степного края), руководил социал-демократической группой «Единство». В июне 1918 года после падения Советской власти в Омске стал одним из учредителей Омского отдела «Союза возрождения России», поддерживавшего Временное Сибирское правительство.
Во время Гражданской войны являлся личным врачом председателя Совета министров правительства Колчака — П. В. Вологодского. По завершении Гражданской войны переехал в Читу, в которой работал в институте народного образования, читал курс «Анатомия и физиология человека». В 1923 году переехал вместе с институтом во Владивосток. Во Владивостоке заведовал кафедрой педологии и педагогики, руководил сектором научно-исследовательских работ.
Вышел на пенсию в 1930-х годах; опасаясь преследований и ареста, вскоре покинул Владивосток. Скончался в 1937 году (по некоторым данным, в 1942 году) в Саратове.
Был женат на Елизавете Эдуардовне Эзет, дочери известного омского архитектора Эдуарда Ивановича Эзета.